# Apothripa
Apothripa is een geslacht van vlinders van de familie visstaartjes (Nolidae), uit de onderfamilie Chloephorinae.

## Soorten
- A. albonotata Hampson, 1894
- A. binotata Hampson, 1912
- A. iphida Hampson, 1907
- A. vailima Tams, 1935